# Askold Ivanovitsj Vinogradov
Askold Ivanovitsj Vinogradov (Russisch: Аскольд Иванович Виноградов) (1929-2005) (niet te verwarren met Ivan Matvejevich Vinogradov van de stelling van Vinogradov en de ongelijkheid van Pólya-Vinogradov) was een Sovjet-Russisch wiskundige, die werkzaam was in de getaltheorie. Een belangrijk resultaat dat hij was bewees was de stelling van Bombieri-Vinogradov.